# Tafeltennis in Suriname
Tafeltennis deed in Suriname zijn intrede rond 1936, in de plaats Moengo. In 1948 werd de Surinaamse Tafeltennis Bond (STTB) opgericht en de eerste open Surinaamse kampioenschappen georganiseerd. De bond is lid van het Surinaams Olympisch Comité, de Latin American Table Tennis Union en de International Table Tennis Federation.

## Geschiedenis

### 20e eeuw
In 1936 nam de heer A. d'Fonseca het initiatief om met vrienden te tafeltennissen. In dat jaar, vanaf 16 juli, werd ook meteen een toernooi met tien mensen gespeeld met als hoofdprijs een polshorloge. Op 26 december 1937 werd een demonstratiewedstrijd gegeven in het padvindersgebouw aan het Vailliantsplein. De wedstrijd had tot doel om de sport te stimuleren en om te verduidelijken hoe het spel technisch gespeeld moest worden. Na afloop werden geïnteresseerden uitgenodigd om zelf te spelen.
De sport kwam na 1945 onder de interesse van meer mensen. Elk jaar werd er een sportweek georganiseerd door de Troepenmacht in Suriname waarbij tafeltennis een van de sporten was. Vooraanstaande spelers in die tijd waren Leo Jong A Kiem, Cyril Jong Tjien Fa, Harold Slengaard, George Wiebers en de broers Emanuels. In 1948 richtten een aantal spelers onder aanvoering van de heer Rodriques het bestuur van de Surinaamse Tafeltennis Bond op. Op 2 mei van dat jaar werden de eerste open kampioenschappen georganiseerd met een speelschema van 190 wedstrijden. Harold Slengaard won het toernooi en werd daarmee de eerste Surinaamse kampioen tafeltennis. Hierna werden verenigingen opgericht, zoals Brutusclub, Patronaat, Tris en Vervuurt's Bank. Later kwam hier ook de Chinese club Chung Fa bij. Bezoeken van buitenlandse spelers, zoals de Japanner Norikazu Fujii en de Engelsman Richard Bergmann, zorgden voor een opleving in de sport.
In 1966 werd getafeltennist tijdens de Inter-Guyanese Spelen en in de volgende tien jaar ontwikkelde het tafeltennis zich vrijwel niet in Suriname. In 1976 kwam het tot de oprichting van het comité Reactivering Tafeltennissport en vervolgens waren en in de jaren erna verschillende hoogtepunten, zoals het Bruynzeel Tafeltennis Tournament en de 23e Caribische en Midden-Amerikaanse kampioenschappen op Aruba. Ook waren er internationale uitwisselingen, zoals een bezoek aan Frans-Guyana door Surinaamse tafeltennissers, en een bezoek aan Suriname door Cubanen en later zeven Chinezen. De Chinese tafeltennisser Zhang Ruobo bleef hierna zes maanden in het land om Surinamers te trainen en begeleiden.

### 21e eeuw
In de jaren 2010 geeft China jarenlang ondersteuning aan het Surinaamse tafeltennis. Een van de topspelers van dit moment is Maurice Lie.